# St. Louis Walk of Fame
St. Louis Walk of Fame – aleja sław zasłużonych dla Saint Louis znajdująca się na bulwarze Delmar w University City (Missouri). Inspirowana aleją sław na Hollywood Boulevard w Hollywood. Każda z gwiazd umieszczona w chodniku zawiera imię i nazwisko gwiazdy oraz zawód. Można znaleźć tam nazwiska artystów, muzyków, architektów, pisarzy, dziennikarzy, polityków, nauczycieli, naukowców, sportowców, ludzi rozrywki i radia. Podstawowym kryterium do nominacji jest urodzenie się w St. Louis lub wieloletnia działalność w tym mieście.

## Wprowadzeni do St. Louis Walk of Fame według kategorii

### Kategoria ogólna
- Auguste Chouteau
- William Clark
- John Danforth
- Tom Eagleton
- Ulysses S. Grant
- Pierre Laclede
- Charles Lindbergh
- Dred & Harriet Scott
- William Tecumseh Sherman
- Harriett Woods

### Rozrywka
- Josephine Baker
- Phyllis Diller
- Katherine Dunham
- Buddy Ebsen
- Redd Foxx
- John Goodman
- Betty Grable
- Dick Gregory
- Charles Guggenheim
- Robert Guillaume
- Kevin Kline
- Marsha Mason
- Virginia Mayo
- David Merrick
- Agnes Moorehead
- Vincent Price
- Harold Ramis
- Mary Wickes
- Shelley Winters

### Architektura i sztuka
- James B. Eads
- Charles Eames
- Mary Engelbreit
- Walker Evans
- Al Hirschfeld
- Theodore Link
- Gyo Obata
- Charles M. Russell
- Ernest Trova

### Radio
- Jack Buck
- Harry Caray
- Bob Costas
- Joe Garagiola
- Dave Garroway

### Dziennikarstwo
- Elijah Lovejoy
- Bill Mauldin
- Mike Peters
- Joseph Pulitzer

### Literatura
- Maya Angelou
- William S. Burroughs
- Kate Chopin
- Thomas Stearns Eliot
- Stanley Elkin
- Eugene Field
- William H. Gass
- A.E. Hotchner
- William Inge
- Marianne Moore
- Howard Nemerov
- Irma Rombauer
- Sara Teasdale
- Kay Thompson
- Mona Van Duyn
- Tennessee Williams

### Muzyka
- Fontella Bass
- Chuck Berry
- Grace Bumbry
- Miles Davis
- John Hartford
- Johnnie Johnson
- Scott Joplin
- Albert King
- Michael McDonald
- Robert McFerrin Sr.
- Nelly
- David Sanborn
- Leonard Slatkin
- Willie Mae Ford Smith
- Clark Terry
- Henry Townsend
- Helen Traubel
- Ike Turner
- Tina Turner

### Nauka i edukacja
- Susan Blow
- Barry Commoner
- Arthur Holly Compton
- Carl & Gerty Cori
- William Danforth
- William Greenleaf Eliot
- Masters & Johnson
- Marlin Perkins
- Peter Raven
- Paul C. Reinert, S.J.
- Henry Shaw

### Sport
- Henry Armstrong
- James “Cool Papa” Bell
- Yogi Berra
- Lou Brock
- Jimmy Connors
- Dwight Davis
- Dizzy Dean
- Dan Dierdorf
- Bob Gibson
- Rogers Hornsby
- Jackie Joyner-Kersee
- Ed Macauley
- Archie Moore
- Stan Musial
- Branch Rickey
- Red Schoendienst
- George Sisler
- Jackie Smith
- Ozzie Smith
- Dick Weber